# Minenwerfer

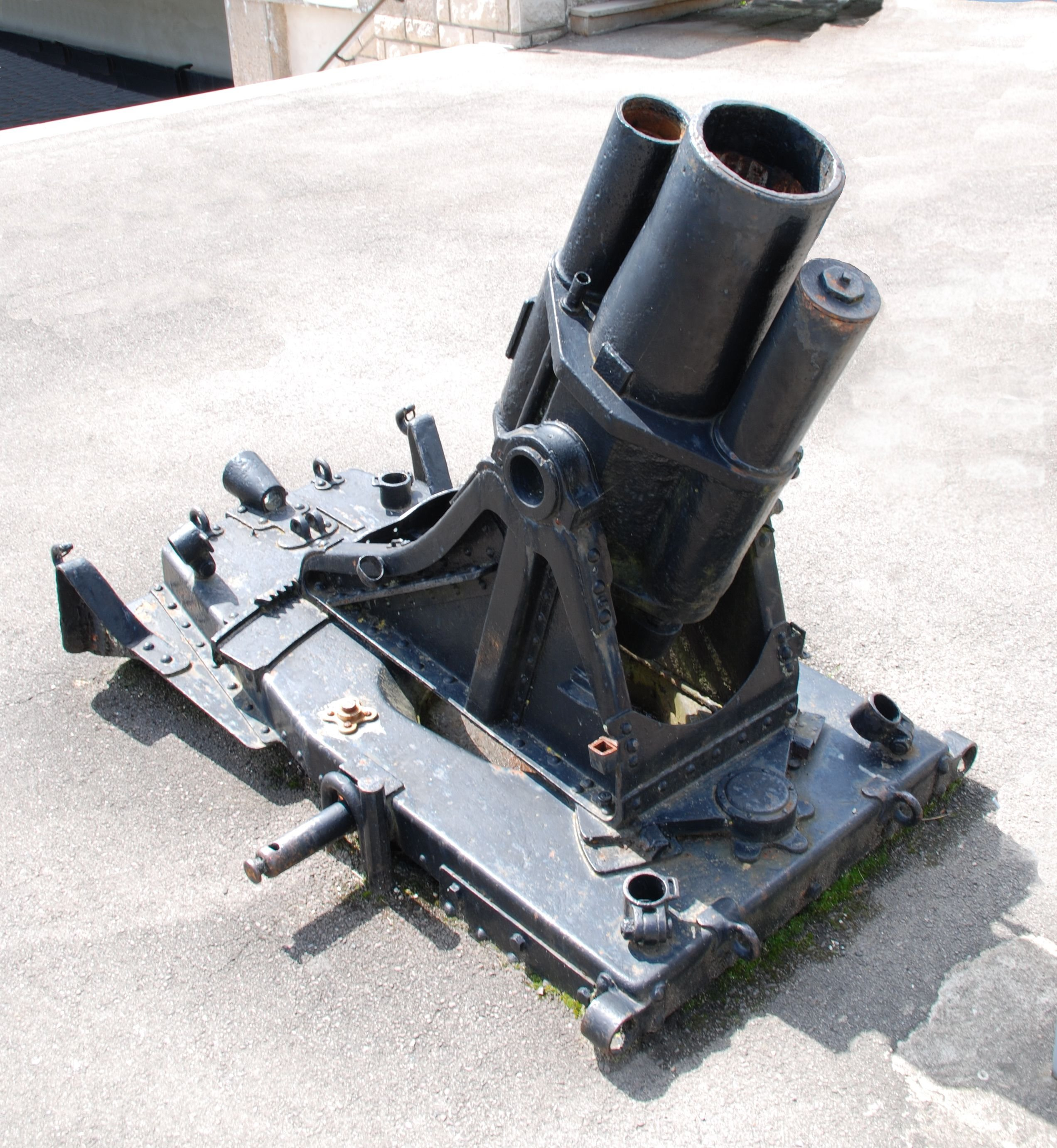
Deutscher mittlerer Minenwerfer des Ersten Weltkriegs, Kaliber 17 cm

Ein Minenwerfer ist ursprünglich ein Waffensystem zum Verschießen von Geschossen mit Minenwirkung. Nicht zu verwechseln sind Minenwerfer mit Systemen zum Verlegen von Landminen, wie z. B. dem Minenwurfsystem Skorpion.

## Geschichte
Es handelte sich dabei in der Regel um Steilfeuergeschütze mit gezogenem kurzem Rohr sowie Rohrrücklauf- und Bremsvorrichtung, die von der Mündung geladen werden. Als Minenwerfer wurden nur Steilfeuergeschütze mit einem Geschossgewicht von mehr als 4,6 kg bezeichnet – Geschütze, die leichtere Geschosse verwandten, wurden als Granatwerfer deklariert. Minenwerfer wurden vom Deutschen Heer und von der K. u. k. Armee im Ersten Weltkrieg eingesetzt. Ähnliche Waffen, bei denen die Splitterwirkung im Vordergrund stand, wurden als Granatwerfer, Mörser, Flügelminenwerfer oder Ladungswerfer bezeichnet.
Der Begriff Minenwerfer wurde nach dem Ersten Weltkrieg in Deutschland bis in die 1930er Jahre als Tarnbezeichnung für Infanteriegeschütze mit größeren Kalibern verwendet. Der Grund dafür war, dass im Vertrag von Versailles Artilleriegeschütze reglementiert wurden, Minenwerfer jedoch weniger.

Der Militärhistoriker George Soldan schrieb 1930 rückblickend auf den Ersten Weltkrieg:
„Als wertvolle Unterstützung beim Sturm auf den feindlichen Graben, als willkommenes wirksames Mittel zur Beunruhigung des Gegners, als sicherste Maßnahme zur Beseitigung der Hindernisse und nachhaltigster Zerstörung feindlicher Stützpunkte unmittelbar vor dem Angriff im engsten Zusammenwirken mit der stürmenden Truppe: durch diese vorzüglichen Leistungen spielten die Minenwerfer die erste Rolle unter den Angriffswaffen der Infanterie.“
Während des Zweiten Weltkrieges wurden deutsche Geräte aus der Wiederaufrüstungphase vor Kriegsbeginn als Granatwerfer bezeichnet. Einzelnes Minenwerfer-Gerät aus der kaiserlichen Armee und der Reichswehr war noch vorhanden.
Heutzutage werden Steilfeuergeschütze zur unmittelbaren Kampfunterstützung in Deutschland als Mörser und in Österreich als Granatwerfer bezeichnet.
In der Schweiz wird bis heute von Minenwerfern gesprochen, auch wenn sich die Schweizer Armee auf die international übliche Bezeichnung Mörser umstellen will. Im Soldatenjargon werden nebst den Geschützen selbst auch die Bedienmannschaften als Minenwerfer bezeichnet: „Er ist Minenwerfer“, oder oft auch: „Er ist Minenspicker“.

## Beispiele

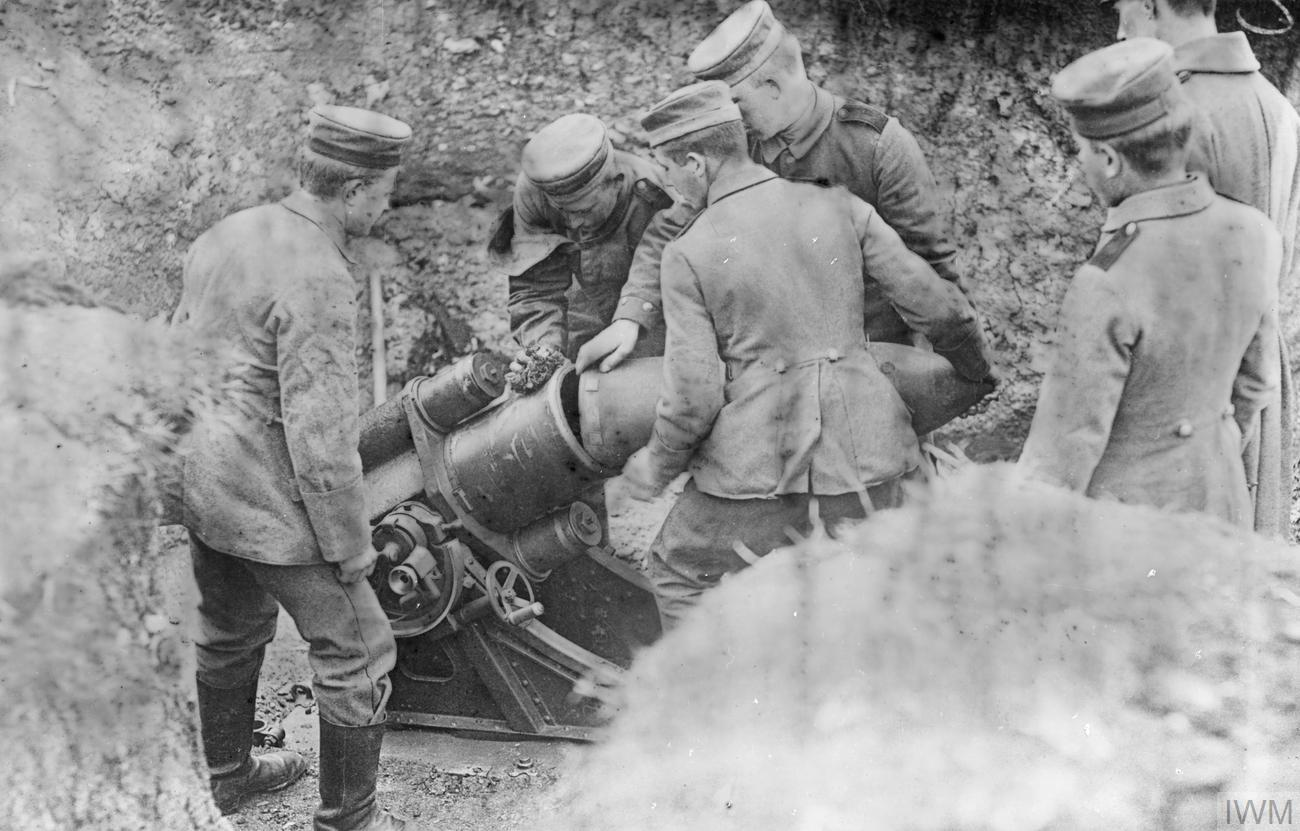
Laden eines Schweren Minenwerfers 25 cm

Minenwerfer des Ersten Weltkriegs waren:
- Leichter Minenwerfer System Lanz 9,15 cm
- Leichter Minenwerfer 7,58 cm
- Mittlerer Minenwerfer 17 cm
- Schwerer Minenwerfer 25 cm

Minenwerfer (eigentlich Granatwerfer) nach eidgenössischer Bezeichnung:
- 8,1 cm Minenwerfer 33 (Schweiz) und 72 (Schweizer Gebirgsinfanterie)[6]
- 8,1 cm Festungsminenwerfer 56/60 (Schweizer Festungsartillerie)[7]
- 12 cm Festungsminenwerfer 59/83 (Schweizer Festungsartillerie)[8]
- 12 cm Panzerminenwerfer 64 (Schweiz)[9]
- 12 cm Minenwerfer 74/87 (Schweiz)[10]